# Wilmore (Kentucky)
Wilmore é uma cidade localizada no estado americano de Kentucky, no Condado de Jessamine.

## Demografia
Segundo o censo americano de 2000, a sua população era de 5905 habitantes.
Em 2006, foi estimada uma população de 5876, um decréscimo de 29 (-0.5%).

## Geografia
De acordo com o United States Census Bureau tem uma área de
6,8 km², dos quais 6,8 km² cobertos por terra e 0,0 km² cobertos por água. Wilmore localiza-se a aproximadamente 232 m acima do nível do mar.

## Localidades na vizinhança
O diagrama seguinte representa as localidades num raio de 24 km ao redor de Wilmore.